# A27高速公路
A27高速公路是法国的一条高速公路，1973年建成通车，全长约10千米。A27起于莱斯坎，与A22高速公路相连，终于Sainghin-en-Mélantois，与A23高速公路相连。A27也是欧洲E42公路的一部分。